# Боянов, Слави
Слави Боянов (болг. Славы Иванов Боянов 25 февраля 1915, Брацигово — 7 марта 2011, Париж) — болгарский философ, профессор Софийского университета и Болгарской академии наук, писатель, гуманист и одним из первых болгарских диссидентов.

## Биография
Родился 25 февраля 1915 в Брацигово. Его семья эмигрировала в Болгарию из села Горно Броде (расположен вблизи города Серес, после Второй Балканской войны, 1913, территория Греции). Боянов рос в очень бедной семье, где было 5 детей.
В 1941 окончил философский факультет Софийского университета, учился на кафедре профессора Димитара Михалчева. В период 1943-1944 в связи с его антифашистской деятельностью был отправлен в концентрационный лагерь на оккупированной болгарами территории  Греции — Еникёй.
Некоторое время учился во Франции.
После возвращения в Болгарию в 1949 году был назначен преподавателем на философский факультет Софийского университета. Вскоре он стал самым любимым преподавателем среди студентов. Его учениками были такие известные личности как философ Асен Игнатов, Желю Желев (первый демократически избранный президент Болгарии) и другие. Через некоторое время Боянов становится профессором.
Кандидат философских наук Института философии Болгарской академии наук. Читал лекции «История философии от эпохи Возрождения в XIX века» (1951-1956; 1972-1980) и «Гуманизм и литература» (1978-1982) в Софийском государственном университете. Опубликовал несколько книг о жизни и идеи ключевых философов Европы в XIX веке. Пишет стихи, неопубликованные пьесы для театра, очерки, пишет несколько картин.
В 1988 году эмигрировал из Болгарии во Францию со своей семьей — женой и двумя сыновьями, где активно работал (сначала три года в Амьене, а позже — в Париже) выпускал философские и художественные книги до 94 лет.
Умер в возрасте 96 лет 7 марта 2011 в Париже.

### На болгарском языке
- Йонийската натурфилософия като начало на науката. Изд. «Наука и изкуство»,
- Светлини вот кладата. Джордано Бруно (Исторически роман). Изд. «Народна младеж», София, 1966, 363 стр.
- Второ издание, Изд. «Наука и изкуство», София, 1985, 267 стр.
- Философията на Джордано Бруно. Издателство на БАН, София, 1969,
- 178 стр.
- Большие немски мислители: Кант, Фихте, Шелинг, Хегел. Изд. «Народна младеж», София, 1975, 230 стр.
- Хуманизъм и духовны ценности. Издателство на БАН, София, 1976
- Хуманизъм в Западноевропейския Ренессанс: Италия и Франция. Партиздат, София, 1980
- Жрецы на човешкия дух. Изд. «Народна просвета», София, 1986
- Неугасващи устреми. Разкази за бележити личности. Изд. «Отечество», София, 1987, 184 стр.
- Защита на човешката личност. Изд. «Фама», София, 1997, 236 стр. (Предговор — проф. Ассен Игнатов)
- Лунна пътека. Изд. «Христо Ботев», София, 1998
- Отблясъци и разумения. Изд. «Христо Ботев», София, 1998, 80 стр.
- При изгрева на дните (роман за детството). Изд. «Работилница за книжнина Васил Стоилов», София, 2008

### На французском языке
- 2003, L'Humanisme ou la grande espérance. Éditions l'age d'Homme, Paris: France ISBN 978-2825116906
- 2007, Les lueurs du bucher (Giordano Bruno). Éditions Theles, Paris: France ISBN 978-2847766974